# Flappy Bird
Flappy Bird este un joc pentru telefonul mobil. Este cunoscut pentru nivelul de dificultate. Acesta a fost dezvoltat în Hanoi de către Dong Nguyen și publicat de GEARS Studios. Jocul, care a fost lansat pe 24 mai 2013, este 2D, cu grafici care amintesc de epoca de aur a jocurilor video. În acest joc, controlezi o pasăre prin atingerea touchscreen-ului, ce face ca pasărea să zboare mai sus. Obiectivul jocului este să treci prin tuburi. Dacă lovești un tub, trebuie să o iei de la capăt. A fost dat jos de pe AppStore-ul Apple, și de pe magazinul Google Play, pe 8 februarie 2014, acțiune care a generat o supărare uriașă pentru fanii jocului, ducând la un val de căutare pe eBay și pe alte magazine online pentru mobile cu jocul Flappy Bird, dar care au fost date jos de pe site-urile cu pricina.